# Płaczliwa Skała
Płaczliwa Skała (słow. Ždiarska vidla, Plačlivá skala, niem. Greiner, węg. Határ-hegy, 2145 m n.p.m.) – drugi co do wysokości szczyt Tatr Bielskich na Słowacji, znajdujący się we wschodniej części ich zachodniej połowy, w głównej grani Tatr na odcinku, na którym pokrywa się ona z główną granią Tatr Bielskich.

## Nazwa i wysokość
Dawniejsze pomiary szczytu, podane w Wielkiej encyklopedii tatrzanśkiej, określały jego wysokość na 2146 m, wg późniejszych pomiarów słowackich Płaczliwa Skała miała wznosić się na 2141,6 m. Najnowsze pomiary lidarowe z 2018 roku wskazują na wysokość 2145,4 m. W 1893 r. Walery Eljasz-Radzikowski uważał ją za najwyższy szczyt Tatr Bielskich. Wówczas szczyt ten nie miał jeszcze polskiej nazwy. Bolejąc nad tym W. Eljasz-Radzikowski opisuje go pod podaną mu przez niemieckich robotników nazwą Gabelspitze (gabel = widły). Nazwa ta jednak dotyczyła tego szczytu łącznie z Hawraniem. Jeszcze dziś mieszkańcy Zdziaru nazywają tę parę Widłami. Obecną nazwę podał bez wyjaśnienia Janusz Chmielowski w 1906 r. Polska nazwa może pochodzić od poglądu mówiącego o wilgotnieniu ściany szczytu przed deszczem. Władysław Cywiński podaje inną etymologię: „na płd.-zach. białożółtej ścianie znajdują się liczne ciemno-szare zacieki, kojarzące się ze łzami na policzkach i z daleka rzucające się w oczy.”. Dawniej Płaczliwa Skała była nazywana również Striszarska, Strzyszarka, Trzystar, Trystarska, Trystarski Wierch itp., a także Stara lub Sztára. Być może nazwa ta pochodzi od skróconego sformułowania „z trzech starych jedna” – na północ od grani znajduje się Stara Polana. Nazwa ta pochodzić może też od słowackiego słowa strištar, oznaczającego pasterza koni. Z tego samego źródła pochodzą nazwy pobliskich obiektów: Strzystarskiej Przełęczy, Strzystarskiego Potoku, Strzystarskiego Żlebu. Niemiecka wersja Greuner (dziś Greiner, czyli Płaczek) pojawiła się już w 1644 r. u Frölicha.

## Opis
Płaczliwa Skała wyróżnia się charakterystycznym kształtem przypominającym hełm (od południa). Oddzielona jest na zachodzie od sąsiedniego Hawrania (2152 m) wyraźną Strzystarską Przełęczą (1976 m). Szczyty te razem z Muraniem i Nowym Wierchem tworzą charakterystyczną grupę, widoczną m.in. z wielu miejsc w Tatrach Wysokich. Na wschodzie Płaczliwa Skała jest oddzielona od Szalonego Wierchu (2061 m) Szeroką Przełęczą Bielską (1827 m).
Na północ od wierzchołka znajdują się Strzystarski Żleb i Żlebina, górne piętra Doliny Bielskiego Potoku. Żleby te oddzielone są od Doliny Szerokiej (górnej partii Doliny do Regli) grzbietem, w którym znajduje się Głośna Skała (1690 m) – wzniesienie o płaskim wierzchołku i stromych urwiskach. Na południe od wierzchołka kilka żlebów (Płaczliwe Żleby: Skrajny, Pośredni i Zadni) opada wprost do górnych partii Doliny Zadnich Koperszadów. Nad żlebami tymi wznoszą się strome ściany Płaczliwych Kazalnic (także Skrajnej, Pośredniej, Zadniej i Płaczliwej Turniczki). W zachodniej grani opadającej na Strzystarską Przełęcz znajduje się charakterystyczny kształt Płaczliwej Kopki, oddzielonej od głównego wierzchołka Płaczliwą Przehybą.
Płaczliwa Skała zbudowana jest z wapieni jurajskich, sam szczyt natomiast z margli. Na stokach Płaczliwej Skały znajdują się ostoje kozic.

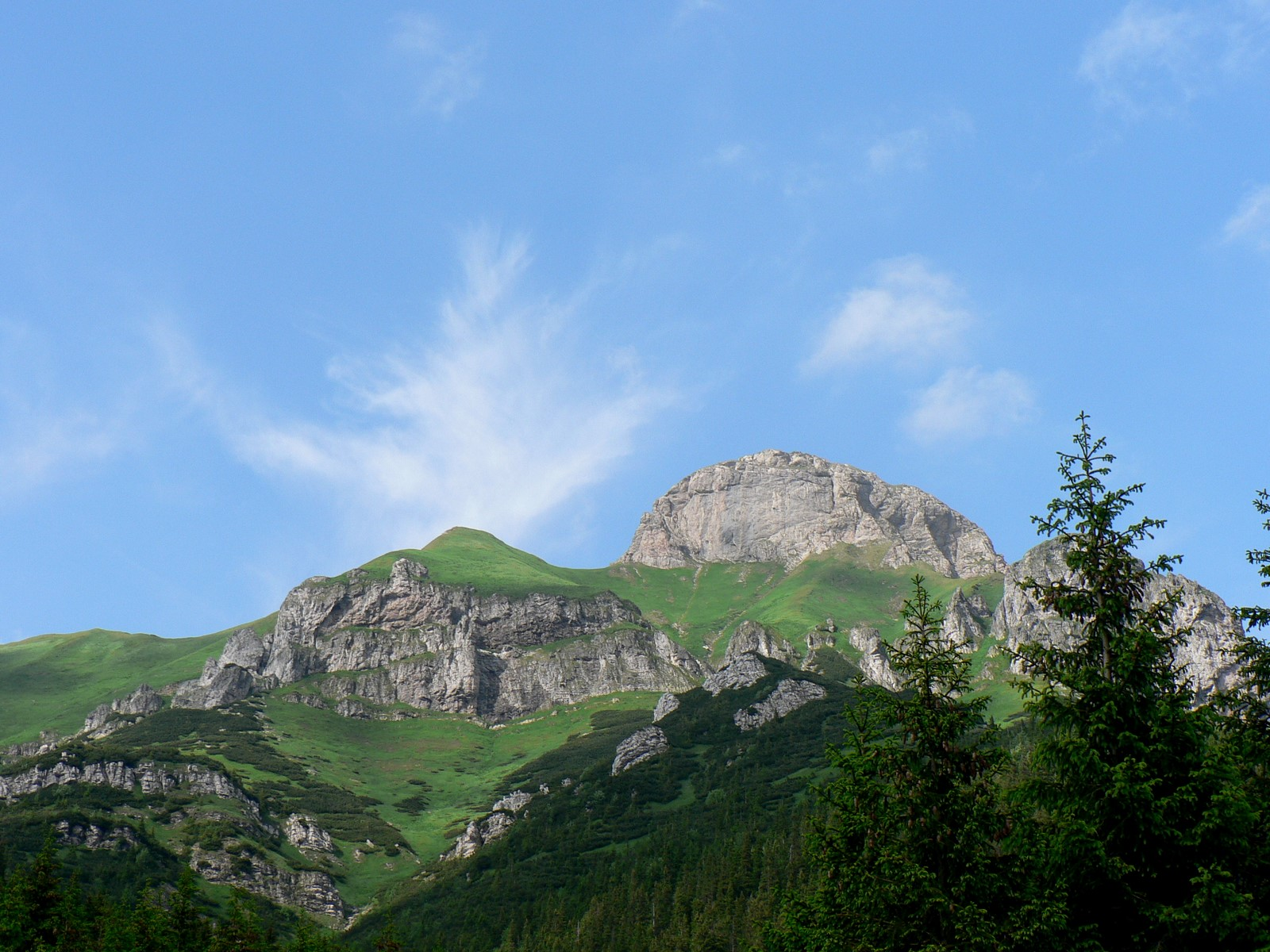
Płaczliwa Skała i Płaczliwa Kopka z Doliny Zadnich Koperszadów. Poniżej szczytu Płaczliwe Kazalnice
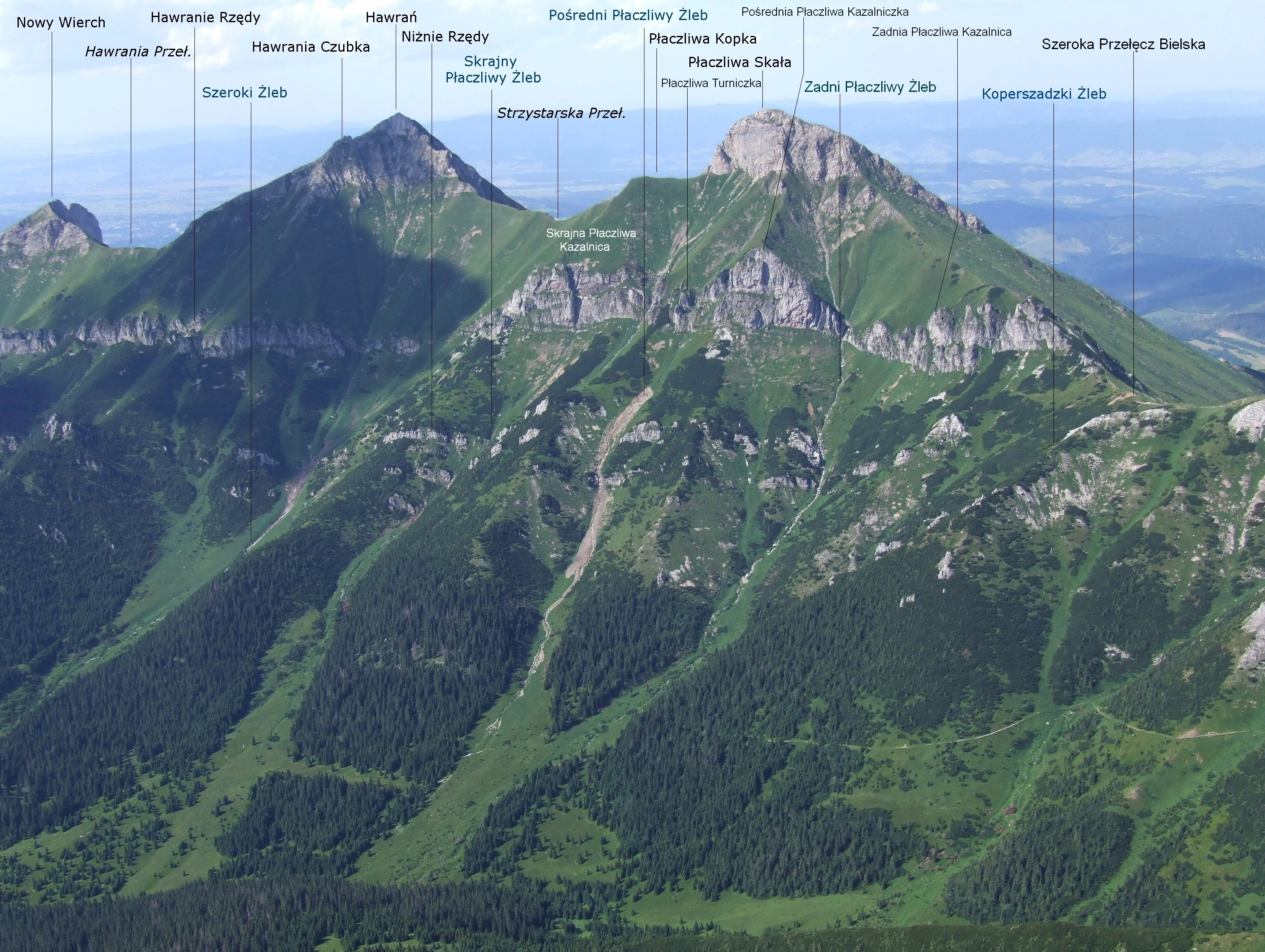
Widok z Jagnięcego Szczytu
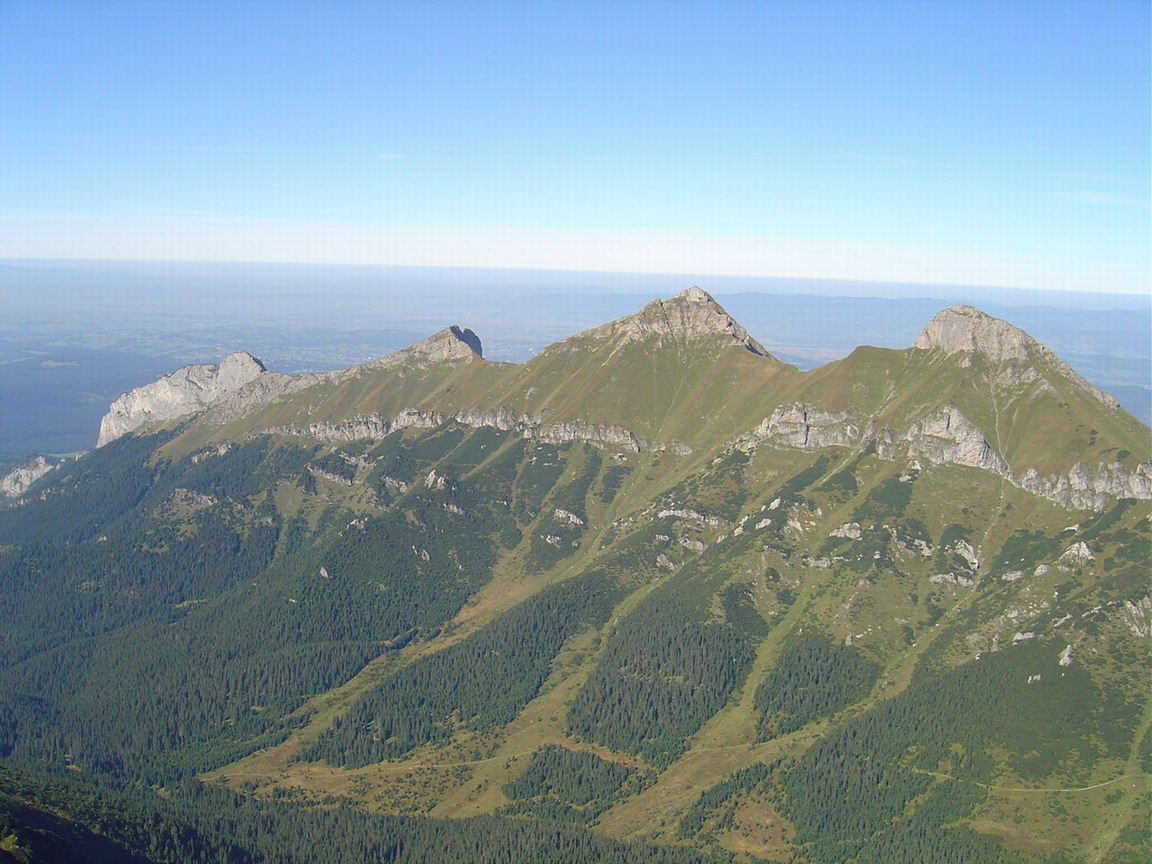
Od lewej: Murań, Nowy Wierch, Hawrań, Płaczliwa Skała
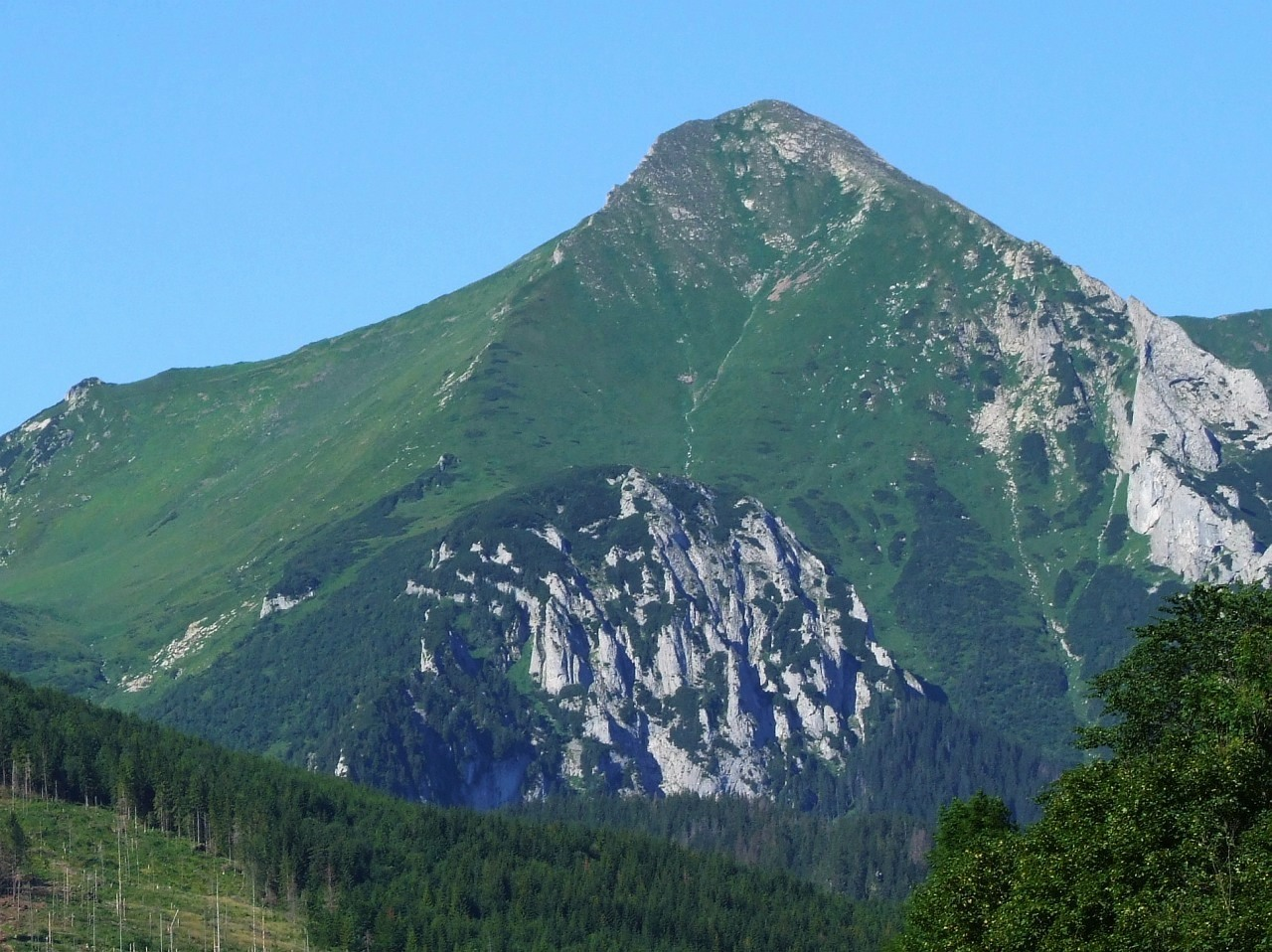
Płaczliwa Skała i Głośna Skała (pod nią)
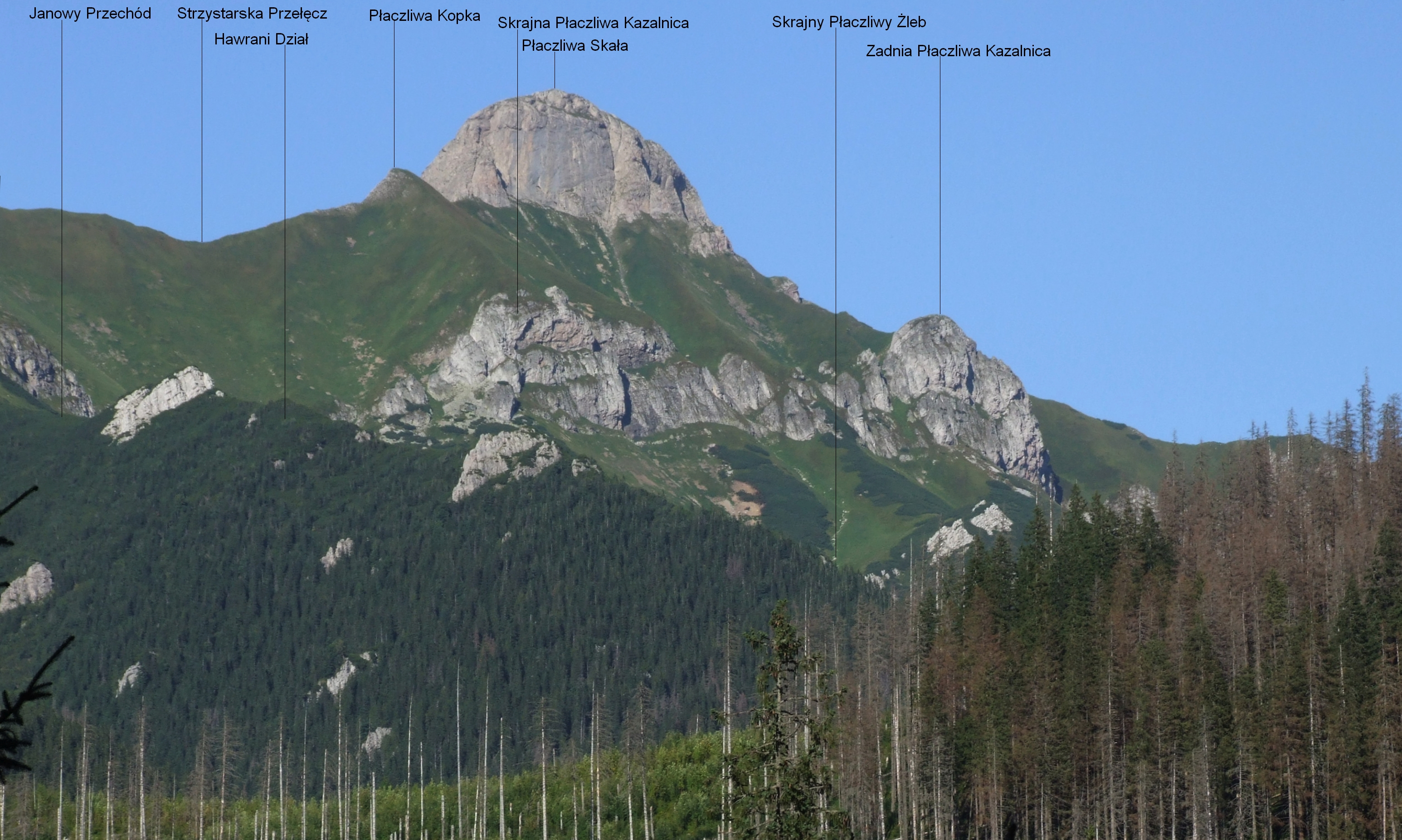
Widok z Doliny Jaworowej

## Historia
Na szczyt wiódł niegdyś popularny, znakowany na żółto szlak turystyczny z Szerokiej Przełęczy Bielskiej. Został on otwarty w roku 1898 przez Węgierskie Towarzystwo Karpackie i zamknięty w 1978 roku pod pretekstem ochrony przyrody. W pierwszej połowie XX wieku istniał także szlak prowadzący z Płaczliwej Skały na Hawrań, obchodzący trudną dla turystów grań.
Pierwszego wejścia zimowego na szczyt dokonali w 1913 r. taternicy węgierscy. W roku 1924 w rejonie Płaczliwej Skały badali roślinność Bogumił Pawłowski i Konstanty Stecki.
W 1904 r. panoramę z Płaczliwej Skały namalował Theodor Compton (1849–1921), znany z pejzaży alpejskich.

## Turystyka
Obecnie trwają starania o powtórne udostępnienie szlaku na Płaczliwą Skałę. W 2004 roku Zdziar, nawet pomimo negatywnej opinii TANAP-u, uzyskał zgodę słowackiego Ministerstwa Środowiska na ponowne wytrasowanie szlaku na szczyt Płaczliwej Skały. Jednakże dwa lata później okazało się, że ministerialna decyzja została wydana z naruszeniem procedury i jest nieważna.
Płaczliwa Skała jest znakomitym punktem widokowym, szczególnie na pobliskie masywy Łomnicy i Lodowego Szczytu. Dziś w okolicy przebiegają szlaki:
  – od Rozdroża pod Muraniem przez Polanę pod Muraniem (Gałajdówkę) i Zadnią Koperszadzką Pastwę na Przełęcz pod Kopą. Czas przejścia: 2:30 h, ↓ 2 h
  Zdziar – Dolina Mąkowa – Dolina do Regli – Dolina Szeroka Bielska – Szeroka Przełęcz Bielska – Szalony Przechód – Przełęcz pod Kopą. Suma podejść 1075 m, czas przejścia: 3.55 h, ↓ 3.10 h